# Massy (Essonne)
Massy és un municipi francès al departament de l'Essonne (regió d'Illa de França). L'any 2007 tenia 40.386 habitants. El novel·lista Joan-Daniel Bezsonoff descriu llargament la ciutat a Les dones de paper.
Forma part del cantó de Massy i del districte de Palaiseau. I des del 2016 de la Comunitat d'aglomeració París-Saclay.

## Demografia
El 2007 la població de fet de Massy era de 40.386 persones i 17.353 habitatges

### Piràmide de població
La piràmide de població per edats i sexe el 2009 era:
| Homes | Edats   | Dones |
| ----- | ------- | ----- |
| 8     | 95 o +  | 28    |
| 24    | 90 a 94 | 124   |
| 84    | 85 a 89 | 188   |
| 144   | 80 a 84 | 200   |
| 356   | 75 a 79 | 524   |
| 528   | 70 a 74 | 860   |
| 716   | 65 a 69 | 784   |
| 896   | 60 a 64 | 860   |
| 856   | 55 a 59 | 884   |
| 1.200 | 50 a 54 | 1.264 |
| 1.276 | 45 a 49 | 1.308 |
| 1.432 | 40 a 44 | 1.440 |
| 1.456 | 35 a 39 | 1.540 |
| 1.656 | 30 a 34 | 1.604 |
| 1.541 | 25 a 29 | 1.772 |
| 1.248 | 20 a 24 | 1.124 |
| 1.316 | 15 a 19 | 1.228 |
| 1.180 | 10 a 14 | 1.196 |
| 1.336 | 5 a 9   | 1.364 |
| 1.148 | 0 a 4   | 1.020 |

## Economia
El 2007 la població en edat de treballar era de 27.261 persones, 21.023 eren actives i 6.238 eren inactives. De les 21.023 persones actives 18.910 estaven ocupades (9.856 homes i 9.054 dones) i 2.112 estaven aturades (1.060 homes i 1.052 dones). De les 6.238 persones inactives 1.449 estaven jubilades, 3.002 estaven estudiant i 1.787 estaven classificades com a «altres inactius».

### Ingressos
El 2009 a Massy hi havia 16.438 unitats fiscals que integraven 40.881 persones, la mediana anual d'ingressos fiscals per persona era de 20.673 €.

### Activitats econòmiques
Dels 1.842 establiments que hi havia el 2007, 19 eren d'empreses extractives, 12 d'empreses alimentàries, 33 d'empreses de fabricació de material elèctric, 1 d'una empresa de fabricació d'elements pel transport, 34 d'empreses de fabricació d'altres productes industrials, 138 d'empreses de construcció, 454 d'empreses de comerç i reparació d'automòbils, 88 d'empreses de transport, 125 d'empreses d'hostatgeria i restauració, 101 d'empreses d'informació i comunicació, 98 d'empreses financeres, 67 d'empreses immobiliàries, 287 d'empreses de serveis, 293 d'entitats de l'administració pública i 92 d'empreses classificades com a «altres activitats de serveis».
Dels 328 establiments de servei als particulars que hi havia el 2009, 1 era una comissaria de policia, 1 oficina d'administració d'Hisenda pública, 1 oficina del servei públic d'ocupació, 3 oficines de correu, 26 oficines bancàries, 2 funeràries, 16 tallers de reparació d'automòbils i de material agrícola, 2 tallers d'inspecció tècnica de vehicles, 7 establiments de lloguer de cotxes, 5 autoescoles, 23 paletes, 24 guixaires pintors, 5 fusteries, 29 lampisteries, 18 electricistes, 12 empreses de construcció, 25 perruqueries, 3 veterinaris, 10 agències de treball temporal, 78 restaurants, 22 agències immobiliàries, 9 tintoreries i 6 salons de bellesa.
Dels 154 establiments comercials que hi havia el 2009, 2 eren hipermercats, 9 supermercats, 1 un supermercat, 14 botiges de menys de 120 m², 20 fleques, 12 carnisseries, 1 una carnisseria, 1 una botiga de congelats, 10 llibreries, 45 botigues de roba, 3 botigues d'equipament de la llar, 6 sabateries, 4 botigues d'electrodomèstics, 4 botigues de mobles, 3 botigues de material esportiu, 1 una botiga de material esportiu, 6 perfumeries, 5 joieries i 7 floristeries.

## Equipaments sanitaris i escolars
El 2009 hi havia 1 hospital de tractaments de curta durada, 1 hospital de tractaments de mitja durada (seguiment i rehabilitació, 1 un hospital de tractaments de llarga durada, 1 centre d'urgències, 1 maternitat, 2 centres de salut, 13 farmàcies i 1 ambulància.
El 2009 hi havia 14 escoles maternals i 10 escoles elementals. A Massy hi havia 3 col·legis d'educació secundària, 2 liceus d'ensenyament general i 2 liceus tecnològics. Als col·legis d'educació secundària hi havia 1.558 alumnes, als liceus d'ensenyament general n'hi havia 3.161 i als liceus tecnològics 567.

## Poblacions properes
El següent diagrama mostra les poblacions més properes.